# Tank Palamara
Tank Palamara, pseudonimo di Tancredi Palamara (Milano, 28 agosto 1968), è un chitarrista italiano, già frontman della band The LoveCrave che ha come vocalist Francesca Chiara, sua moglie e madre del piccolo Leonardo.

## Biografia
Figlio dell'artista e performer Geri Palamara, inizia all'età di 11 anni i suoi studi di chitarra classica al conservatorio “Giuseppe Verdi“ di Milano con il grande musicologo e didatta Ruggero Chiesa.
Si accorge quasi subito della sua propensione verso sonorità più “estreme” dedicandosi così allo studio della chitarra elettrica pop/rock/metal.
Tank Palamara è fra i più richiesti chitarristi rock italiani. A soli 19 anni entra a far parte di una conosciuta band svizzera, i Forsale, con alla voce il cantante dei Gotthard, Steve Lee (Rip).
Ed è l'inizio di una lunga serie di collaborazioni e di progetti discografici quali gli Oxido (Polygram 1990), Pino Scotto (Monsters Of Rock 1992 con Iron Maiden, Black Sabbath, Pantera, Testament, Warrant), Rio (supporter ufficiali al FORUM di Assago dei Simple Minds 2001 – Sanremo Rock) con i quali incide il brano "Prigioniero" ai Mountain Studios di Montreux (Svizzera), prodotto e arrangiato da David Richards (il produttore dei Queen).
La svolta artistica si ha nel 1999 quando partecipa al Festival di Sanremo scrivendo il pezzo “Ti amo che strano” e accompagnando sul palco del Teatro Ariston con la sua chitarra, la cantante Francesca Chiara (Sony Music 1999) con la quale scrive e incide l'album “Il Parco Dei Sogni”.
Nel 2004 fonda i The LoveCrave, un progetto internazionale, con i quali tuttora gira l'Europa. Nell'estate 2007 la band ha partecipato ai due principali festival europei: il WGT e il M'era Luna.
Nel novembre 2007 la band riceve il premio di "miglior band italiana all'estero" nell'ambito del MEI (Independent Labels Meeting, ovvero Meeting delle Etichette Indipendenti), manifestazione organizzata dal mensile di informazione musicale Rock Sound.

### Festival di Sanremo 1999
Nel 1999 partecipa al Festival di Sanremo scrivendo il pezzo Ti amo che strano e accompagnando sul palco del Teatro Ariston con la sua chitarra, la cantante Francesca Chiara (sua compagna di vita), con la quale si piazza al 7º posto nella categoria Nuove proposte e strappa un contratto discografico con la Sony Music, la quale nonostante il buon successo del pezzo nelle radio e del disco Il parco dei sogni deciderà di non produrre più l'artista patavina.

### The LoveCrave
Il nome del gruppo (originariamente Love-C-Rave) significa "Hundredth Rave Of Love" (è quindi "fuorviante" la traduzione letterale dall'inglese: "l'amore ha bisogno"), ovvero "Il Centesimo Rave Dell'Amore", la lettera "C" in numeri romani corrisponde a 100, questo nome è stato tratto dal titolo di un racconto sui vampiri scritto dalla cantante Francesca Chiara nel 2003. Il simbolo della band è chiamato Brokenheart e rappresenta le due facce della vita: quando il buio incontra la luce si crea una sorta di elettricità che crea la magia. Il personaggio in 3D che si trova sulle covers dei cd si chiama Rain, è stata creata da Marco Callegari e segue l'immagine di Francesca Chiara. Nel dicembre 2005 la band viene contattata dalla Repo Records, per la quale firmano nel marzo 2006. Nel giugno 2006 agli LXK Studio di Alex Klier di Monaco viene completato il mastering del primo LP e in agosto la band parte per un tour in Germania con i The Birthday Massacre, il 30 ottobre 2006 esce in Europa The Angel and the Rain. Nel gennaio 2007 il gruppo vola a Londra per un concerto al Camden Underworld appoggiata da TotalRock Radio, una delle più grandi radio rock inglesi, per cui registrano anche un unplugged. Questi brani unplugged si trovano all'interno dell'EP "Crisalide" in uscita il 15 ottobre 2010 (Repo/Metropolis).Nell'estate 2007 la band ha partecipato ai due principali festival gothic europei: il WGT e il M'Era Luna. Nel novembre 2007 la band riceve il premio di miglior band italiana in campo internazionale nell'ambito del MEI (Independent Labels Meeting, ovvero Meeting delle Etichette Indipendenti), manifestazione organizzata dal mensile di informazione musicale Rock Sound. Il 20 febbraio 2007 la band, attraverso il proprio sito internet, annuncia il cambiamento del batterista: Bob Parolin detto "The Machine" entra in pianta stabile nella band. Dal 2007 al 2009 la band continua a suonare in giro per l'Europa, partecipando ad altri grossi festival come l'Amphi di Cologne, l'NCN di Lipsia, partecipa nuovamente al WGT e nel frattempo prepara il nuovo album. Il 14 maggio 2010 esce Soul Saliva in Europa tramite RepoRecords. L'impatto è forte soprattutto all'estero e porta la band in poche settimane a firmare con la Metropolis Records per America e Canada.

## Discografia
- Breaking down the walls - Oxido - Polygram (1991) - Autore e musicista
- Il parco dei sogni - Francesca Chiara - Sony Music (1999) - Autore e musicista
- The Angel And The Rain - The LoveCrave - Repo Records (2006) - Autore, musicista e produttore
- Soul Saliva-The LoveCrave-Repo Records/Alive Records (2010) -Autore, musicista e produttore
- Crisalide-The LoveCrave-Repo Records (2010)